# Bruno Gudelj
Bruno Gudelj, hrvaški rokometaš, * 8. maj 1966.
Leta 1996 je na poletnih olimpijskih igrah v Atlanti v sestavi hrvaške reprezentance osvojil zlato olimpijsko medaljo.